# Gaston N’Ganga-Muivi
Gaston N’Ganga-Muivi – kongijski piłkarz grający na pozycji obrońcy. W swojej karierze grał w reprezentacji Konga.

## Kariera klubowa
W swojej karierze piłkarskiej N’Ganga-Muivi grał w klubie CARA Brazzaville.

## Kariera reprezentacyjna
W 1974 roku N’Ganga-Muivi został powołany do reprezentacji Konga na Puchar Narodów Afryki 1974. Rozegrał w nim dwa mecze: grupowy z Mauritiusem (2:0) i o 3. miejsce z Egiptem (0:4). Z Kongiem zajął 4. miejsce w tym turnieju.
W 1978 roku N’Ganga-Muivi był w kadrze Konga na Puchar Narodów Afryki 1978. W nim rozegrał trzy mecze grupowe: z Ugandą (1:3), z Marokiem (0:1) i z Tunezją (0:0).